# Netto (supermarkedskæde)
 For alternative betydninger, se Netto. (Se også artikler, som begynder med Netto)
Netto er en dansk supermarkedskæde af discountbutikker, som endvidere er landets største dagligvarekæde. Kædens 550 butikker (2024) omsætter for 23,6 mia. kroner (2020). Netto er en del af Salling Group, og opererer under samme CVR nummer.
Netto fører 2.300 varenumre i sit faste sortiment og er desuden kendt for sine mange såkaldte spotvarer. Det er både dagligvarer og nonfoodvarer, der ikke normalt forhandles i kæden. Varerne fylder meget i Nettos tilbudsaviser selv om de af pladshensyn ikke forhandles i alle butikker.

## Historie
Den første Netto-butik åbnede 1. april 1981 på Godthåbsvej 195 i Vanløse i København. Den blev siden lavet om til en DøgnNetto, men senere forvandlet tilbage til en Netto.
Tanken var, at butikkerne skulle fungere som nærbutikker, og konceptet var enkelt indrettede butikker med begrænset service og et fast sortiment af de mest almindelige dagligvarer til lavere priser. Butikkerne har en størrelse på mellem 500 og 1000 kvadratmeter og er hovedsageligt placeret i større byer tæt ved større beboelsesområder.
Pr. 2012 består sortimentet af 1.800 varenumre. Netto er dog også blevet kendt for sine mange ugentlige spottilbud, som er varer, der sælges i et begrænset parti.
Efterhånden ekspanderede Netto også uden for landets grænser; først til Tyskland i 1990, hvor man åbnede den første butik i Mecklenburg-Vorpommern. Butiksnettet i Tyskland omfatter i dag 342 butikker fordelt på delstaterne Brandenburg, Berlin, Slesvig-Holsten, Sachsen-Anhalt og Sachsen.
I Polen er der siden indtoget i 1995 åbnet 368 Netto'er. Den første i Szczecin og resten i den nordvestlige del af landet; Gdansk (fx i Police, Stargard Szczeciński), Bydgoszcz, Poznan og Zielona Góra, mens svenskerne kunne handle i Netto siden 2002. I 2021 købte Netto engelske Tescos aktiviteter i Polen for 181 millioner pund.
I Sverige fandtes 163 forretninger. Den 10. maj 2019 blev det meddelt, at alle Nettobutikker i Sverige bliver solgt til Coop Butiker och Stormarknader (CBS). Handlen blev godkendt af de svenske konkurrencemyndigheder og butikkerne overgik til CBS fra juli 2019.
I 1990 åbnedes også den første butik i Storbritannien – nærmere bestemt i Leeds. I alt nåede Netto op på 194 butikker i England og Wales, inden de i maj 2010 blev solgt til Asda for 778 millioner pund. Størstedelen er i dag Asda-butikker, mens andre af konkurrencehensyn blev pålagt frasolgt til andre kæder, eksempelvis Morrisons. Netto-navnet forsvandt helt i England i september 2011.
I 2001 opkøbte Netto konkurrenten Suma's 26 butikker på Sjælland, som herefter blev lavet om til Nettobutikker.
I 2022 startede Nettos danske butikker et fleksibelt elforbrug for at mindske belastning af elnettet.

## DøgnNetto
DøgnNetto var en kæde af 39 særlige Netto-butikker, der havde et anderledes sammensat varesortiment – dog cirka 60 procent af de samme varer som almindelige Netto-butikker – og åbent 8-24 alle ugens dage.
Den første DøgnNetto åbnede d. 5. december 1996 i Gentofte som en følge af liberalisering af lukkeloven, der tillod butikker under en vis omsætning at holde længere åbent aften, weekend og helligdage. Butikkerne var primært lokaliseret i Storkøbenhavn.
DøgnNetto førte ikke spot- og tilbudsvarer, men havde dagligt friskt brød, ligesom butikkerne sammenlignet med Netto havde større udvalg af convenience-produkter som snittet salat, desserter og drikkevarer. De varer, der også sælges i Netto og koster det samme, markeredes tydeligt med et gult plasticskilt med teksten "Netto-pris", mens andre varer generelt var dyrere, hvilket prissammenligninger dokumenterede.
Konceptet blev presset som følge af endnu en liberalisering af lukkeloven i 2012, der gjorde det muligt for alle dagligvarebutikker at holde søndagsåbent. I 2016 afviklede Dansk Supermarked DøgnNetto-konceptet og omdannede de 30 af butikkerne til almindelige Netto-butikker eller til Føtex Food.

## Døgnåbne butikker
I december 2014 udvidede Netto åbningstiderne i tre butikker rundt i landet. Netto Engelsborgvej (Lyngby), Netto Rådhuspladsen (København) og Netto på Skt. Knuds torv Århus har nu åbent hele døgnet hele ugen og lukker kl. 22 på helligdage. Senere fulgte en lang række butikker efter. I 2018 var der blot 14 butikker tilbage, der var døgnåbne. Senere droppede Netto hele konceptet med de døgnåbne butikker. De butikker der tidligere var døgnåbne, har nu oftest åbent 6-24. Butikken på Tårnvej i Rødovre er den eneste døgnåbne butik tilbage i hele landet.

## Geografisk dækning
Fra 2024 har Netto butikker i følgende lande:
| Land     | Siden | Butikker |
| -------- | ----- | -------- |
| Danmark  | 1981  | 531      |
| Tyskland | 1990  | 342      |
| Polen    | 1995  | 654      |

## Historien omScottie
Scottie blev "født" i oktober 1992. Valget faldt på Skotsk Terrier efter bier, blomster og mange andre forskellige symboler havde været på tale. Logoet dukkede herefter op i reklamer, indkøbsposer, skilte, og meget mere.

## Slogans
- Livet er dyrt – gå i Netto
- Netto – Lige ud af posen
- Netto – Derfor
- Netto - Hver dag tæller